# Tabora (vùng)
Tabora là một vùng của Tanzania. Thủ phủ của vùng Tabora đóng tại Tabora. Vùng Tabora có diện tích 76151 ki lô mét vuông. Đến thời điểm điều tra dân số ngày 25 tháng 8 năm 2002, vùng Tabora có dân số 1717908 người.